# كاستيلار (بيدمونت)
كاستيلار بلدية (كوميون) في مقاطعة كونيو في منطقة بيدمونت الإيطالية؛ تقع على بعد حوالي 50 كيلومتر (31 ميل) جنوب غرب تورينو وحوالي 30 كيلومتر (19 ميل) شمال غرب كونيو. في 31 ديسمبر 2004 ، كان عدد سكانها 253 نسمة ومساحتها 3.8 كيلومتر مربع (1.5 ميل2) .  تحد بلدية كاستيلار البلديات التالية: باغنو و ريفيلو و سالوزو.

## التاريخ
كانت كاستيلار كوميوناً مستقلاً حتى نهاية عام 2018؛ في الأول من كانون الثاني (يناير) 2019، اتحدت مع كوميون سالوزو المجاور، وذلك تنفيذاً لنتائج الاستفتاء الذي أُجري في صيف 2018. 

## التطور الديموغرافي

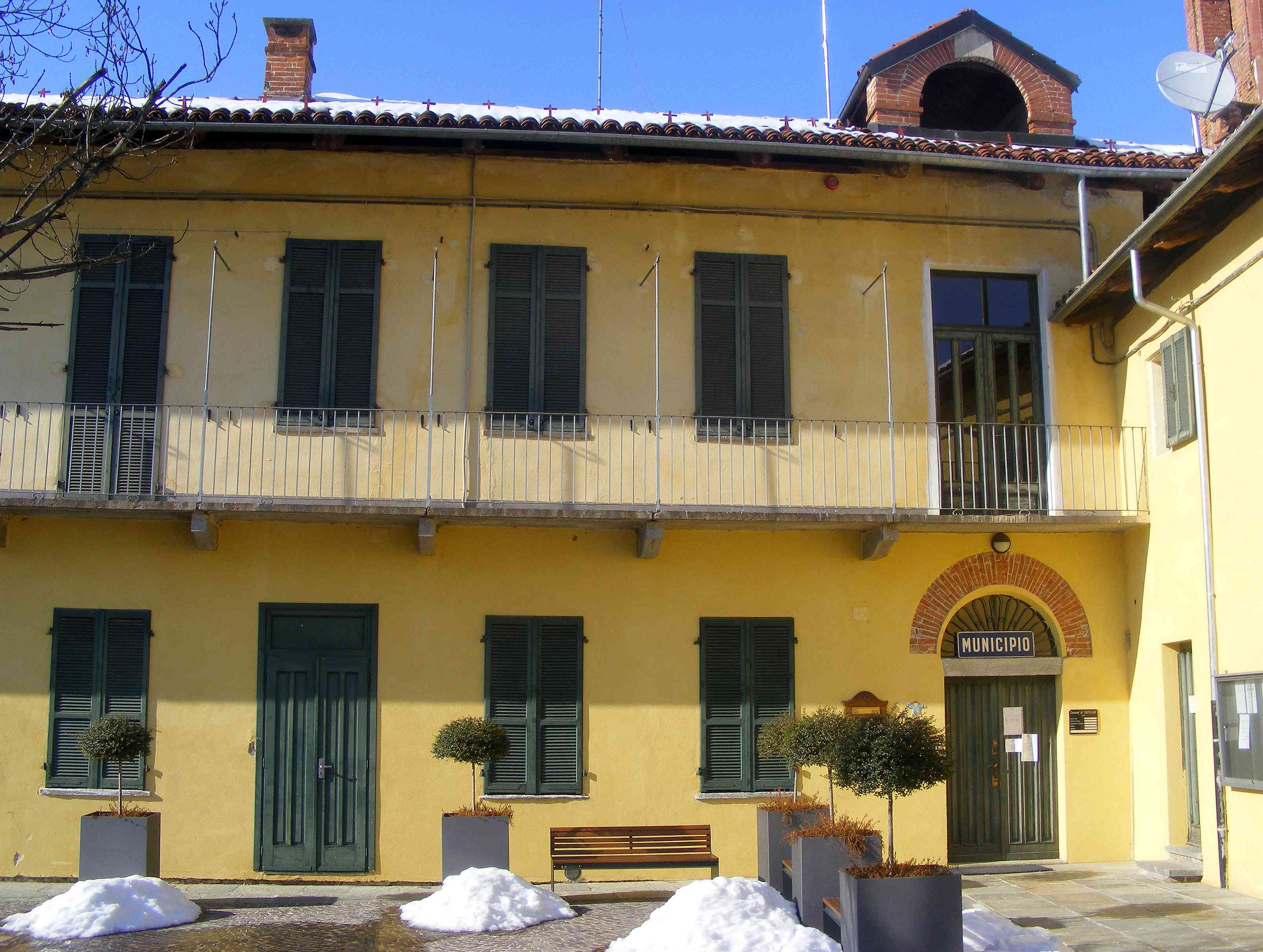
قاعة مدينة كاستيلار السابقة
شعار النبالة للكومونة السابقةشعار النبالة للكومونة السابقة